# 사토 치에
사토 치에(일본어: 佐藤智恵, 1964년 7월 1일 ~ )는 일본의 성우이다. 아오니 프로덕션 소속. 사이타마현 출신.